# Systropus bicuspis
Systropus bicuspis är en tvåvingeart som beskrevs av Mario Bezzi 1924. Systropus bicuspis ingår i släktet Systropus och familjen svävflugor.
Artens utbredningsområde är Nigeria. Inga underarter finns listade i Catalogue of Life.